# DSLAM
DSLAM (енгл. Digital subscriber line access multiplexer; жаргонски Дислем) односно приступни мултиплексер за дигиталну претплатничку линију је уређај који се налази у телефонској централи који повезује кориснике xDSL-а на мрежу теле-оператера а узрочно последично и на Интернет.